# Campionato europeo femminile di pallacanestro Under-18 2004
Il Campionato europeo femminile di pallacanestro Under-18 2004 (noto anche come FIBA EuroBasket Women Under-18 2004) si è svolto in Slovacchia, a Bratislava.

## Classifica finale
| Campione d'Europa | Campione d'Europa   | Campione d'Europa |
| ----------------- | ------------------- | ----------------- |
| Russia            |                     |                   |
| Argento           | Spagna              |                   |
| Bronzo            | Ungheria            |                   |
| 4.                | Serbia e Montenegro |                   |
| 5.                | Francia             |                   |
| 6.                | Turchia             |                   |
| 7.                | Ucraina             |                   |
| 8.                | Bulgaria            |                   |
| 9.                | Israele             |                   |
| 10.               | Bielorussia         |                   |
| 11.               | Slovacchia          |                   |
| 12.               | Germania            |                   |